# Gyeonghuigung

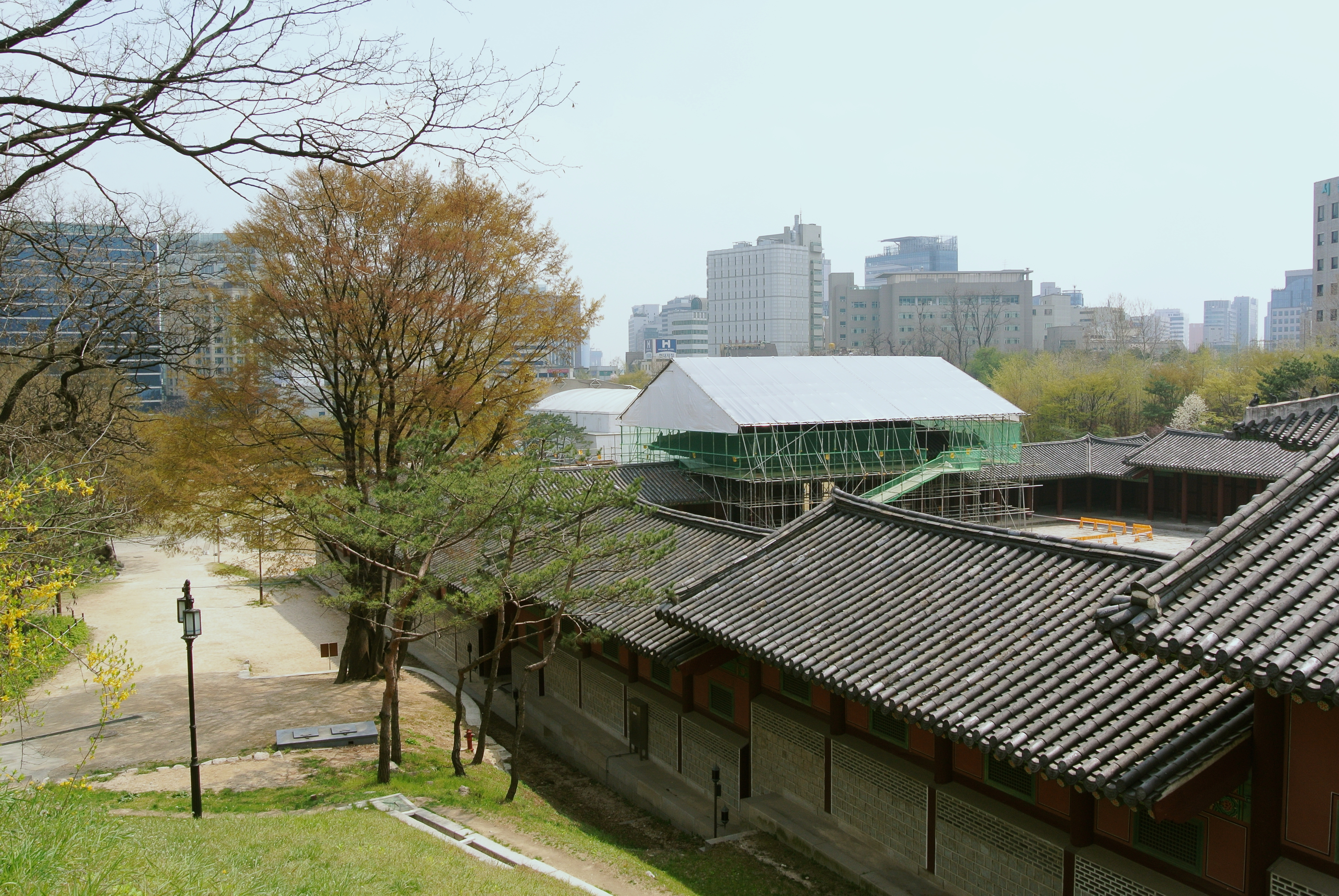
Le palais et le parc attenant

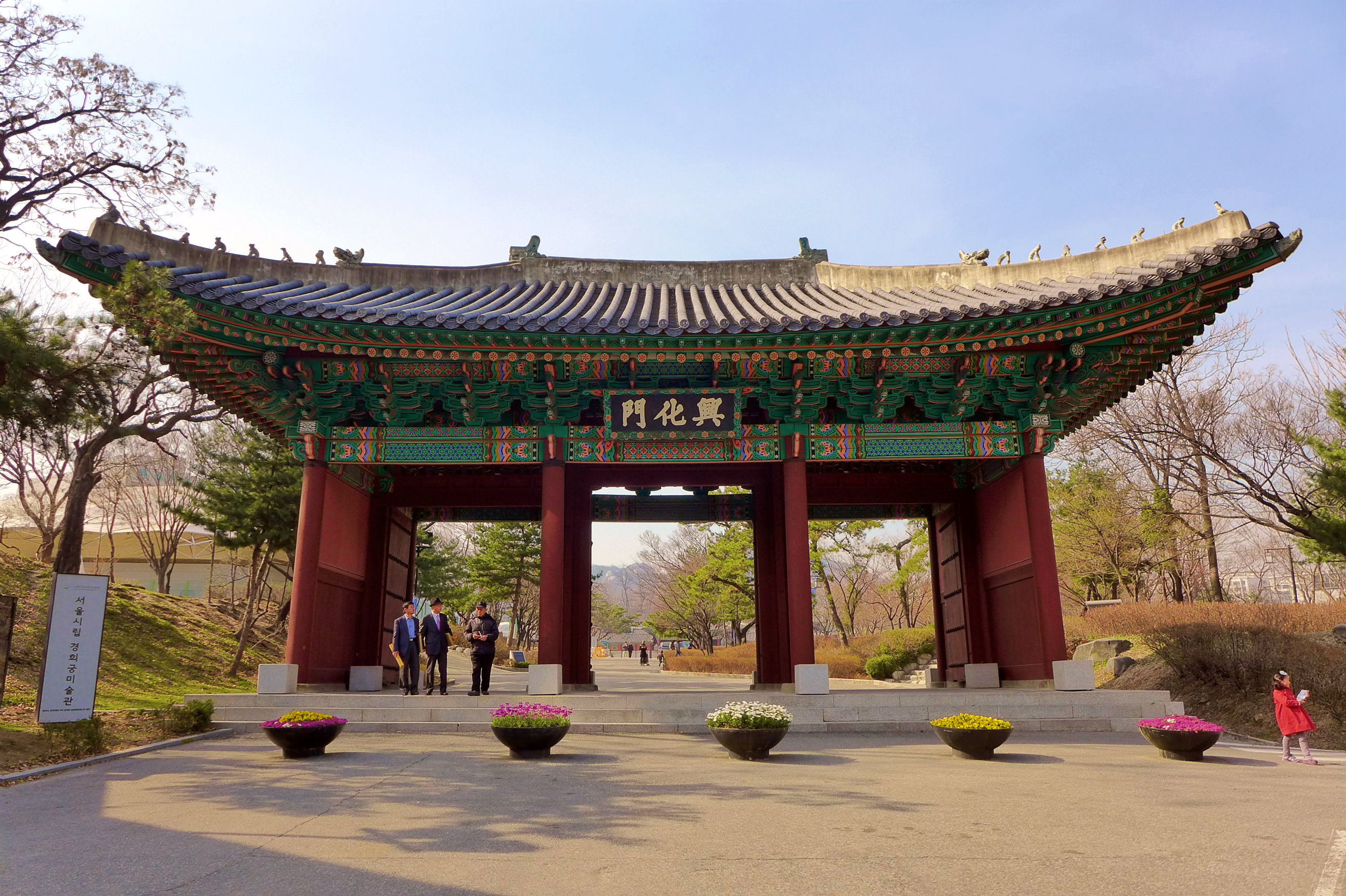
Une porte de l'enceinte du palais

Le palais Gyeonghuigung (en Hangeul: 경희궁, en Hanja: 慶熙宮) littéralement le Palais de la Sereine Harmonie, est un palais royal de la dynastie Joseon, situé à Séoul en Corée du Sud. La construction du palais commence en 1617, sous l'ordre du roi Gwanghaegun, et se termine en 1623. Durant l'occupation japonaise le palais est en grande partie détruit pour y construire une école. En 1987, la ville de Séoul entreprend la reconstruction du palais qui ouvre au public en 2002,.
Le palais comprend la salle principale Sungjeongjeon (숭정전), les salles Jajeongjeon (자정전) et Taeryeongjeon (태령전) ainsi qu'une porte principale, Heunghwamun (흥화문) et une porte intérieure, Sungjeongmun (숭정문).